# 第六世哲布尊丹巴呼图克图
哲布尊丹巴·羅桑圖旦卻吉堅贊（藏語：བློ་བཟང་ཐུབ་བསྟན་ཆོས་ཀྱི་རྒྱལ་མཚན，威利转写：blo bzang dpal rgyal mtshan；1843年2月21日—1848年11月20日），第六世哲布尊丹巴呼图克图，外蒙古藏传佛教的主要活佛。加上佛教传说的十五世，又称二十一世。
出身藏族，卫藏牧驴人的儿子。第五世哲布尊丹巴呼图克图入寂后，七世班禅金瓶掣定，道光二十八年（1848年）被喀尔喀派五千余人迎到库伦，坐床五十九天即夭折。年仅七岁，龛座供奉在丹巴多尔济寺。